# 大善塔
大善塔位于中国浙江省绍兴市越城区光明路与解放北路交叉口西北侧，原在创建于梁天监三年（504）的大善寺内，故名。南宋庆元三年（1197）寺与塔俱焚毁，绍定元年（1228）重建（塔砖刻有“绍定戊子重修”字样），明永乐元年（1403）、清康熙八年（1669）和1957年曾先后重修。
今塔为砖木结构的楼阁式塔，六角七层，高40.5米，底层边长3.8米，外檐已毁，仅存砖砌部分。底层每面均辟壸门，其上每层两面相对辟壸门，其余四面设壁龛。塔内原供登临的木梯已毁，现状中空。

## 图集
- 西面远景
- 底层
- 底层壸门
- 底层檐部斗栱，下部斗栱用以承托出檐，上部斗栱用以承托平坐
- 底层檐部斗栱，均采用砖木混合结构
- 第二层